# Европско првенство у атлетици за млађе сениоре 2017 — 800 метара за жене
Такмичење у трчању на 800 метара у женској конкуренцији на 11. Европском првенству у атлетици за млађе сениоре 2017. у Бидгошћу одржано је 13. и 15. јула 2017. на стадиону Жђислав Кшишковјак.
Титулу освојену у Талину 2015, није бранила Ренеле Ламоте из Француске јер је прешла у сениоре.

## Земље учеснице
Учествовало је 24 такмичарки из 18 земаља.
1. Белгија (1)
2. Ирска (2)
3. Исланд (1)
4. Италија (2)
5. Литванија (2)
6. Мађарска (1)
7. Молдавија (1)
8. Норвешка (2)
9. Пољска (1)
10. Португалија (1)
11. Србија (1)
12. Турска (2)
13. Уједињено Краљевство (1)
14. Украјина (1)
15. Француска (2)
16. Чешка (1)
17. Швајцарска (1)
18. Шпанија (1)

## Освајачи медаља
|                       |                             |                                     |
| Рене Ејкенс · Белгија | Анита Хинриксдотир · Исланд | Хана Сегрејв · Уједињено Краљевство |

## Квалификациона норма
Требало је да квалификациону норму такмичари остваре у периоду од 1. јануара 2016. до 4. јула 2017. године.
| Норма   |
| ------- |
| 2:09,00 |

## Сатница
| Датум   | Време | Коло          |
| ------- | ----- | ------------- |
| 13. јул | 17:50 | Квалификације |
| 15. јул | 19:18 | Финале        |

## Рекорди
| Рекорди пре почетка Европског првенства 2017. | Рекорди пре почетка Европског првенства 2017. | Рекорди пре почетка Европског првенства 2017. | Рекорди пре почетка Европског првенства 2017. | Рекорди пре почетка Европског првенства 2017. | Рекорди пре почетка Европског првенства 2017. |
| Рекорди                                       | Атлетичарка                                   | Земља                                         | Време                                         | Место                                         | Датум                                         |
| --------------------------------------------- | --------------------------------------------- | --------------------------------------------- | --------------------------------------------- | --------------------------------------------- | --------------------------------------------- |
| Европски рекорд У-23                          | Сигрун Водарс                                 | Источна Немачка                               | 1:55,26                                       | Рим, Италија                                  | 31. август 1987.                              |
| Рекорди европских првенстава У-23             | Јелена Кофанова                               | Русија                                        | 1:58,94                                       | Каунас, Литванија                             | 18. јул 2009.                                 |
| Најбољи европски резултат сезоне У-23         | Констанце Клостерхалфен                       | Немачка                                       | 1:59,65                                       | Пфунгштат, Немачка                            | 3. јун 2017.                                  |

### Најбољи европски резултати у 2017. години
Десет најбољих атлетичарки у трци на 800 метара 2017. године до почетка првенства (12. јул 2017), имале су следећи пласман на европској ранг листи.
| 1.  | Констанце Клостерхалфен | Немачка          | 1:59,65 | 3. јун  |
| 2.  | Анита Хинриксдотир      | Исланд           | 2:00,05 | 15. јун |
| 3.  | Софија Енауи            | Пољска           | 2:01,54 | 4. јун  |
| 4.  | Siofra Cleirigh Buttner | Ирска            | 2:02,11 | 26. мај |
| 5.  | Хана Сегрејв            | Велика Британија | 2:02,79 | 10. јун |
| 6.  | Мартина Галант          | Пољска           | 2:02,97 | 22. јул |
| 7.  | Коране Газо             | Француска        | 2:03,09 | 20. јун |
| 8.  | Реви Волкот-Нолан       | Велика Британија | 2:03,20 | 24. јун |
| 9.  | Мхаири Хендри           | Велика Британија | 2:03,37 | 2. јул  |
| 10. | Кејли Дод               | Велика Британија | 2:03,38 | 10. јун |
|     |                         |                  |         |         |
| 39. | Зорана Грујић           | Србија           | 2:07,29 | 24. јун |

Такмичарке чија су имена подебљана учествовале су на ЕП.

## Резултати

### Квалификације
Квалификације су одржане 13. јула 2017. године. Такмичарке су биле подељене у 3 групе. У финале су се пласирале прве 2 из сваке групе (КВ) и 2 на основу резултата (кв).,,
Старт: група 1 у 17:50, група 2 у 17:58 и група 3 у 18:06.
| Место | Групе | Стаза | Атлетичарка             | Земља                | ЛР      | ЛРС     | Резултат | Белешка |
| ----- | ----- | ----- | ----------------------- | -------------------- | ------- | ------- | -------- | ------- |
| 1.    | 2     | 7     | Анита Хинриксдотир      | Исланд               | 2:00,05 | 2:00,05 | 2:03,58  | КВ      |
| 2.    | 2     | 5     | Елена Бело              | Италија              | 2:04,32 | 2:04,32 | 2:04,40  | КВ      |
| 3.    | 1     | 5     | Рене Ејкенс             | Белгија              | 2:00,00 | 2:02,36 | 2:04,55  | КВ      |
| 4.    | 1     | 6     | Лоре Хофман             | Швајцарска           | 2:05,34 | 2:05,64 | 2:04,60  | КВ, ЛР  |
| 5.    | 1     | 7     | Шарлот Муш              | Француска            | 2:03,50 | 2:03,50 | 2:05,16  | кв      |
| 6.    | 2     | 2     | Алана Лали              | Ирска                | 2:06,43 | 2:06,43 | 2:05,54  | кв, ЛР  |
| 7.    | 3     | 3     | Хана Сегрејв            | Уједињено Краљевство | 2:02,79 | 2:02,79 | 2:05,54  | КВ      |
| 8.    | 2     | 6     | Коран Газо              | Француска            | 2:03,09 | 2:03,09 | 2:05,73  |         |
| 9.    | 3     | 2     | Siofra Cleirigh Buttner | Ирска                | 2:01,98 | 2:02,11 | 2:06,02  | КВ      |
| 10.   | 1     | 8     | Зоја Наумов             | Шпанија              | 2:05,10 | 2:05,10 | 2:06,24  |         |
| 11.   | 3     | 7     | Моника Еленска          | Литванија            | 2:04,69 | 2:04,69 | 2:06,42  |         |
| 12.   | 3     | 9     | Саломе Алфонзо          | Португалија          | 2:06,05 | 2:06,60 | 2:07,10  |         |
| 13.   | 2     | 3     | Мина Мари Англеро       | Норвешка             | 2:08,46 | 2:08,46 | 2:07,11  | ЛР      |
| 14.   | 1     | 4     | Амали Сатен             | Норвешка             | 2:07,36 | 2:07,87 | 2:07,66  | ЛРС     |
| 15.   | 1     | 9     | Елеонора Ванди          | Италија              | 2:04,02 | 2:04,02 | 2:07,69  |         |
| 16.   | 2     | 4     | Витаут Пабиржите        | Литванија            | 2:08,04 | 2:08,04 | 2:07,76  | ЛР      |
| 17.   | 3     | 4     | Ангелика Сарна          | Пољска               | 2:04,38 | 2:04,38 | 2:08,06  |         |
| 18.   | 2     | 9     | Наталија Пироженко      | Украјина             | 2:05,58 | 2:07,24 | 2:08,08  |         |
| 19.   | 2     | 8     | Вендула Хлуха           | Чешка                | 2:04,87 | 2:04,87 | 2:08,21  |         |
| 20.   | 3     | 5     | Кристина Осват          | Мађарска             | 2:08,40 | 2:08,40 | 2:09,07  |         |
| 21.   | 3     | 6     | Зорана Грујић           | Србија               | 2:06,30 | 2:07,29 | 2:09,86  |         |
| 22.   | 1     | 3     | Лудмила Фрунзе          | Молдавија            | 2:07,47 | 2:07,47 | 2:11,00  |         |
| 23.   | 1     | 2     | Дамла Челик             | Турска               | 2:08,83 | 2:08,83 | 2:14,15  |         |
| 24.   | 3     | 8     | Руја Каја               | Турска               | 2:08,33 | 2:08,33 | 2:16,28  |         |

### Финале
Финале је одржано 15. јула 2017. године у 19:18.,
| Место | Стаза | Атлетичарка             | Земља                | Резултат | Белешка |
| ----- | ----- | ----------------------- | -------------------- | -------- | ------- |
|       | 4     | Рене Ејкенс             | Белгија              | 2:04,73  |         |
|       | 5     | Анита Хинриксдотир      | Исланд               | 2:05,02  |         |
|       | 7     | Хана Сегрејв            | Уједињено Краљевство | 2:05,53  |         |
| 4.    | 3     | Алана Лали              | Ирска                | 2:05,63  |         |
| 5.    | 2     | Лоре Хофман             | Швајцарска           | 2:05,65  |         |
| 6.    | 9     | Елена Бело              | Италија              | 2:05,96  |         |
| 7.    | 6     | Siofra Cleirigh Buttner | Ирска                | 2:06,40  |         |
| 8.    | 8     | Шарлот Муш              | Француска            | 2:06,94  |         |